# Claudia Octavia
Octavia, egentligen Claudia Octavia, född i mars 40 i Rom, död 8 juni 62, var en romersk kejsarinna, kejsar Neros styvsyster och första hustru.

## Biografi
Claudia Octavia var dotter till kejsar Claudius och Messalina, och uppkallades efter sin anmoder Octavia Thurina Minor, kejsar Augustus syster. Hon trolovades med Lucius Junius Silanus Torquatus, Augustus ättling, men sedan Messalina avrättats och fadern gift om sig, bröts trolovningen av Octavias styvmor Agrippina den yngre.
Claudia Octavia blev i stället den 9 juni 53 förmäld med Nero, som året därpå uppsteg på tronen som kejsare. Hon hamnade då i maktkampen mellan Nero och svärmodern Agrippina, indrogs i konspirationer vilka slutade med att hennes make dödade sin mor år 59.
Octavia vann folkets gillande som kejsarinna men Nero struntade i henne, och enligt samstämmiga uppgifter hos Tacitus och Suetonius försökte Nero strypa henne. Han inledde ett förhållande med Poppaea Sabina och när hon blivit gravid lät han, för att bli fri, anklaga Octavia för äktenskapsbrott. Anklagelsen kunde inte bevisas. Detta oaktat försköt han henne och förvisade henne till ön Pandataria. 
När ryktet spred sig om att hon blivit förvisad uppstod formliga folktumult. Poppaeas bildstoder vräktes omkull av det rasande folket och slogs sönder, medan Octavias bars omkring i triumf och smyckades med blommor till dess att soldater skingrade massan.
Nero var nära att ge vika för folkets vilja, men ångrade sig igen och slutligen blev Octavia på Neros befallning tvingad till rituellt självmord genom att skära upp blodådrorna. Efter hennes död skickades huvudet till Poppaea.

## Eftermäle
Asteroiden 598 Octavia är uppkallad efter henne.